# Virngrundtunnel
Der Virngrundtunnel ist ein nordöstlich von Ellwangen auf der Gemarkung Ellenberg gelegener, 465 bzw. 468 Meter langer Tunnel der Bundesautobahn 7.

## Geschichte
Beim Bau des Autobahnabschnitts Würzburg–Ulm in den 1980er-Jahren kam man nicht umhin, den Hornberg zu durchtunneln, die größte Erhebung des Waldgebiets Virngrund mit 579 m ü. NN. Die ersten Pläne sahen eine Querung weiter östlich vor, nach denen die Autobahn in einem tiefen Einschnitt über den Hangrücken des Hornberges geführt worden wäre. Nach Anwohnerprotesten wurde diese Planung verworfen, und man wählte eine Tunnellösung. So wurde am 5. Februar 1985 der Tunnel angeschlagen und bis zum 31. März 1987 dessen Rohbau fertiggestellt. Für den Verkehr freigegeben wurde er am 18. Dezember als Teil des Schlussstücks der A 7 von Heidenheim nach Feuchtwangen.
Von Mai 2019 bis 20. September 2020 wurde der Tunnel saniert. Die Sanierungsarbeiten umfassten die Gewerke Beton, Löschwasserleitung, Entwässerung, Havariebecken und Betriebstechnik. Dabei war jeweils eine Tunnelröhre gesperrt und der gesamte Verkehr wurde durch die andere Röhre geleitet.

## Geologie
Voreinschnitte und Portale des Virngrundtunnels wurden an das vorgefundene Gelände angepasst. Es musste der Stubensandstein durchbohrt werden, der aus einer Folge von Sand- und Tonsteinschichten besteht, die sich unregelmäßig über den gesamten Tunnelquerschnitt verteilen. Örtlich musste das Gestein mit Sprengungen gelockert werden, anderswo konnte das Gebirge unmittelbar mit Baggern abgetragen werden. Da die Kappe der Randzone des Höhenrückens eine Rutschscholle des Knollenmergels ist, wurden auf der Nordflanke aufwendige Baugruben und Böschungssicherungsmaßnahmen nötig.

## Bauweise
Beim Tunnelbau wandte man neue Erkenntnisse österreichischer Tunnelbauer an: Einem vorauseilenden Kalottenvortrieb ließ man in begrenztem Abstand den Strossen- und Sohlausbruch und einen raschen Ringschluss folgen. Alle Ausbruchflächen mussten sofort gegen Witterung gesichert und statisch stabilisiert werden mit Spritzbeton, Betonstahlmatten und meist auch mit Stahlbögen.

## Daten
Die beiden Röhren des Virngrundtunnels trennt ein 13,6 m dicker Erdkern. Sie haben eine Länge von 465 m (Fahrtrichtung Ulm) und 468 m (Fahrtrichtung Würzburg). Die Fahrstreifen der Bundesautobahn sind jeweils 3,75 m breit, die begleitenden Standstreifen enden vor den Portalen. Die Tunnelröhren sind 4,5 m hoch. 
In der Mitte zwischen den beiden Hauptröhren zog man eine dritte Tunnelröhre ein, als Fluchtweg und Durchfahrtsmöglichkeit für Rettungsfahrzeuge. Diese Röhre ist über einen Fluchtstollen von der Tunnelmitte her erreichbar.
Die Baukosten des Virngrundtunnels betrugen:
- Tunnelrohbau: 22,5 Mio. DM (entspricht heute 24,49 Mio. Euro)
- Betriebstechnische Anlagen: 5,5 Mio. DM (entspricht heute 5,99 Mio. Euro)
- Betriebsgebäude: 0,2 Mio. DM (entspricht heute 0,22 Mio. Euro)
- Gesamtkosten: 28,2 Mio. DM (entspricht heute 30,69 Mio. Euro)
- Sanierung 2019/2020: 28 Mio. Euro[2]